# Jan Vermouzek
Jan Vermouzek (* 19. února 1979 Brno) je český fotograf.

## Život
V roce 2007 začal studovat Institut tvůrčí fotografie Slezské univerzity v Opavě. V roce 2013 získal titul bakalář umění, který zakončil teoretickou prací o fotografu Bohumíru Prokůpkovi. Se spolužákem Martinem Wágnerem z ITF získal v roce 2011 druhou cenu v soutěži Czech Press Photo v kategorii Každodenní život. Magisterský stupeň absolvoval na Institutu tvůrčí fotografie Slezské univerzity v Opavě v roce 2017 fotografickým cyklem „Sibiř“ a teoretickou prací na téma „Fotografové soch“.
Fotografií byl obklopen od dětství, fotografii se totiž věnoval děda, otec i strýc. Nejprve se zaměřil na dokumentaci kulturního dění ve svém okolí, zejména v rodném Brně a oblasti zvané Česká Kanada. Později se věnoval dokumentární fotografii z různých zahraničních cest, jako bylo Pobaltí, Mongolsko, Rusko a další. Vystaveny byly soubory zejména z cest po Ruské federaci pod názvy „Kde začíná Evropa“, „Sibiř“ nebo „Metro“. Mimo to se zaměřoval na dokumentaci uměleckých děl zejména pro sochařské ateliéry na FAVU v Brně.
Od roku 2010 pravidelně dokumentoval výtvarná díla vizuálního umělce Pavla Korbičky (souhrnně publikováno v knize Pavel Korbička: Deflection z roku 2019). Aktivně mnoho let dokumentoval dění v soukromé galerii současného umění Wannieck Gallery, až do roku 2013, kdy galerie ukončila činnost. Později svou volnou tvorbu zaměřil na krajinářskou fotografii zejména v oblasti České Kanady. Zlomek této tvorby byl vystaven pod názvem Křivky ztichlé krajiny v Písecké bráně v Praze (2019).

## Dílo
Cykly fotografií:
- Město ve slevě
- Hlavní nádraží
- Campus Square
- Les
- Kde začíná Evropa
- Mí sousedé
- Sibiř
- Referendum Skotsko
- Metro Moskva
- Domov
- Křivky ztichlé krajiny

## Výstavy a ocenění

### Samostatné výstavy
- 2014 – Referendum Skotsko 2014 – Galerie Jiří Putna, Brno
- 2014 – Kaliningrad – Galerie 34, Brno
- 2015 – Moskva – Galerie Jiří Putna, Brno
- 2016 – Rusko 2011–2015 – restaurace Veselá Vačice, Brno
- 2018 – Křivky ztichlé krajiny – Písecká brána, Praha
- 2018 – Křivky ztichlé krajiny – Klášter, Nová Bystřice
- 2019 – Sibiř – Galerie Otevřená zahrada, Brno
- 2019 – Sibiř – Předsálí kina Kotva, České Budějovice

### Skupinové výstavy
- 2009 – 4tóny fotografie, Ratíškovice
- 2011 – OFF Station, Plzeň
- 2011 – Festival Photokošt – Mezi domy, Hodonín
- 2011 – Blatenský fotofestival, Blatná
- 2011 – Něžná louka – Galerie Jiří Putna, Brno
- 2011 – Czech press photo – Staroměstská radnice, Praha
- 2011 – The World Biennial of Student Photography, Novi Sad, Srbsko
- 2012 – OFF Station, Plzeň
- 2012 – Photo no photo, Slezské Rudoltice
- 2012 – Výklopník, Baťův kanál u Sudoměřic
- 2012 – Mí sousedé?! – Blatenský fotofestival, Blatná
- 2012 – Kde začíná Evropa – Fotogalerie Václav Lídl, Praha
- 2012 – Fotouniveziáda – Galerie nahoře, České Budějovice
- 2013 – Kde začíná Evropa – předsálí kina Kotva, České Budějovice
- 2013 – Kde začíná Evropa – Galerie Jiří Putna, Brno
- 2013 – Czech press photo – Staroměstská radnice, Praha
- 2014 – OFF Station, Plzeň
- 2014 – Referendum Skotsko 2014 – Blatenský fotofestival, Blatná
- 2015 – Moskva – Unigeo Art festival, Horní Bečva
- 2015 – 25 let ITF – Dům umění, Opava
- 2014 – Viděno devíti. Fotografie z Ruska, Karel Cudlín, Lubomír Kotek, Dana Kyndrová, Josef Moucha, Tomáš Rasl, Andrej Reiser, Jindřich Štreit, Jan Vermouzek, Martin Wágner, Galerie Zahradník, V Jámě 8, Praha 1
- 2014 – Viděno devíti. Fotografie z Ruska, Karel Cudlín, Lubomír Kotek, Dana Kyndrová, Josef Moucha, Tomáš Rasl, Andrej Reiser, Jindřich Štreit a Jan Vermouzek, Martin Wágner, Galerie Zahradník, V Jámě 8, Praha 1
- 2014 Viděno devíti. Fotografie z Ruska Karel Cudlín, Lubomír Kotek, Dana Kyndrová, Josef Moucha, Tomáš Rasl, Andrej Reiser, Jindřich Štreit a Jan Vermouzek, Martin Wágner, Centrum Dokumentarni fotografie FOTODOK, Sacharovo Centrum, Moskva
- 2015 – Viděno devíti. Fotografie z Ruska, Karel Cudlín, Lubomír Kotek, Dana Kyndrová, Josef Moucha, Tomáš Rasl, Andrej Reiser, Jindřich Štreit a Jan Vermouzek, Martin Wágner, Ruské muzeum fotografie, Nižnyj Novgorod
- 2015 – Viděno devíti. Fotografie z Ruska, Karel Cudlín, Lubomír Kotek, Dana Kyndrová, Josef Moucha, Tomáš Rasl, Andrej Reiser, Jindřich Štreit a Jan Vermouzek, Martin Wágner, Yekaterinburg
- 2015 – Les – Kino Kotva, České Budějovice
- 2016 – Les – Malá galerie v České spořitelně, Kladno
- 2016 – Rusko – Badespass, Hůrky u Nové Bystřice
- 2016 – Domov – Blatenský fotofestival, Blatná
- 2016 – Domov – Kino Kotva, České Budějovice

### Ocenění
- 1997 – první místo v soutěži Náš svět, Brno
- 2011 – druhá cena v kategorii Každodenní život – Czech Press Photo, Praha
- 2012 – druhá cena – Fotouniverziáda, České Budějovice
- 2013 – čestné uznání v kategorii Každodenní život – Czech Press Photo, Praha